# Droga krajowa nr 216 (Kostaryka)
Droga krajowa nr 216 (hiszp. Ruta Nacional Secundaria 216/Ruta 216) – jedna z dróg krajowych w Kostaryce. Znajduje się ona w prowincji San José.

## Opis
W prowincji San José droga krajowa nr 216 przebiega przez kanton Goicoechea (przez dystrykt Ipís) oraz przez kanton Vázquez de Coronado (przez dystrykty San Isidro, San Rafael i Cascajal).